# Hugh McAdam
Hugh McAdam (* 31. August 2000 in Sydney) ist ein australischer Skirennläufer.

## Karriere
McAdam gab sein internationales Renndebüt am 8. August 2016 bei den australischen Meisterschaften in Thredbo. Sein erstes internationales Großereignis bestritt McAdam 2021 bei den Weltmeisterschaften in Cortina d’Ampezzo, wobei er jedoch im Riesenslalom ausschied und im Slalom die Qualifikation für das eigentliche Hauptrennen verpasste. Bis zu diesem Zeitpunkt war er lediglich bei FIS-Rennen und nationalen Meisterschaften sowie im Australia New Zealand Cup an den Start gegangen.
Am 17. November 2024 gab McAdam in Levi sein Weltcupdebüt, wobei er jedoch bereits im ersten Durchgang des Slaloms ausschied. 
Bei den Weltmeisterschaften 2025 in Saalbach konnte sich McAdam sowohl im Riesenslalom als auch im Slalom für die eigentlichen Hauptrennen qualifizieren. Während er im Riesenslalom bereits im ersten Durchgang ausschied, konnte er den Slalom erfolgreich beenden und belegte den 38. Platz.

## Erfolge

### Weltmeisterschaften
- Cortina d’Ampezzo 2021: DNF Riesenslalom, DNQ Slalom
- Courchevel/Méribel 2023: DNF Riesenslalom, DNQ Slalom
- Saalbach 2025: 38. Slalom, DNF Riesenslalom

### Juniorenweltmeisterschaften
- Bansko 2021: 38. Super-G, DNF Riesenslalom, DNF Slalom

### Australia New Zealand Cup
- Saison 2022: 4. Super-G-Wertung, 7. Gesamtwertung, 8. Slalomwertung
- 4 Platzierungen unter den besten 10

### Nor-Am Cup
- 3 Platzierungen unter den besten 30

### Europacup
- 2 Platzierungen unter den besten 30

### World University Games
- Lake Placid 2023: 14. Slalom, DNF Riesenslalom
- Turin 2025: 9. Slalom, 13. Riesenslalom

### Weitere Erfolge
- Australischer Meister im Slalom (2019)
- Australischer Meister im Riesenslalom (2019)
- Australischer Meister im Slalom (2022)
- Australischer Meister im Riesenslalom (2022)
- 5 Siege bei FIS-Rennen